# 池田宣政 (侯爵)

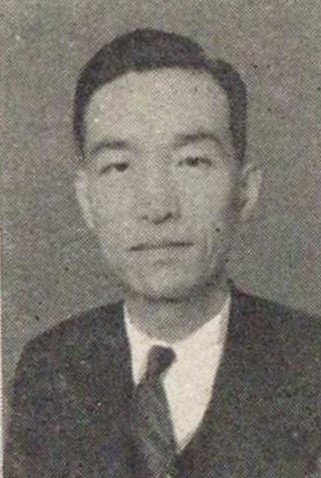
池田宣政

池田 宣政（いけだ のぶまさ、1904年（明治37年）7月1日 - 1988年（昭和63年）1月9日）は、昭和期の政治家、実業家、華族。侯爵、貴族院議員。旧岡山藩池田家第15代当主。初名は政鈞。

## 経歴
岡山県岡山市で、旧岡山藩主家13代当主、侯爵・池田詮政の三男として生まれる。学習院高等科で学んだ。兄で先代の池田禎政がスペインかぜのため26歳で早世し、未婚により子供がいなかったため1920年（大正9年）家督を相続し、同年3月10日、侯爵を襲爵した。1925年（大正14年）欧米各国を視察した。
1934年（昭和9年）6月30日、満30歳となり貴族院侯爵議員に就任。農林省委員、農商務省委員、厚生省行政委員、帝国飛行協会（現日本航空協会）理事などを務めた。
渋谷区神宮前にある東郷神社は、池田宣政の私邸約2万坪のうち1万2千坪の敷地が譲渡されて、1940年（昭和15年）に建設された。
1947年（昭和22年）日本国憲法の施行により華族の身分を喪失。日本コリークラブ会長、霞会館理事長などを務めた。1959年（昭和34年） 日本狆クラブ設立に参加し副会長に就任。1969年（昭和44年）同会長・旧皇族、東久邇盛厚の死去により会長に就任した。

## 親族
- 母：池田安喜子（久邇宮朝彦親王の三女・安喜子女王。香淳皇后の伯母にあたる。）[1]
- 兄：池田禎政（第14代当主）[1]
- 兄：池田政鋹（旧鴨方藩池田家（子爵）へ養子）[1]
- 妻：池田富貴子（津軽行雅二女）[1]
- 長男：池田隆政 [1]